# Carinola
Carinola är en ort och kommun i provinsen Caserta i regionen Kampanien i Italien. Kommunen hade 7 248 invånare (2017).